# Geum macrophyllum
Geum macrophyllum — вид квіткових рослин родини розові (Rosaceae), поширений у Північній Америці (Канада, США) й Азії (Сахалін, Курильські острови, Японія).

## Опис
Стебла 30–110 см, залистнені, вкриті волосинками. Листки: базальні 10–45 см, листові пластини переривчасто-перисті, великих листочків 5–9 або малих — 4–15 ; стеблові листки 2–12 см, прилистки ± вільні, 7–23 × 3–12 мм, листові пластини 3-перисті або 3-дольні.
Суцвіття 3–16-квіткові. Квітоніжки щільно волосисті, іноді залозисті. Квітки прямостійні; чашолистки 2.5–5.5 мм; пелюстки розлогі, жовті, зворотнояйцеподібні, широко еліптичні, або круглясті, 3.5–7 мм, довші за чашолистки, верхівки округлені.

## Поширення
Поширений у Північній Америці (Канада, США) й Азії (Сахалін, Курильські острови, Японія); натуралізований: Фінляндія, пд. Норвегія, пд. Швеція, Велика Британія, Бельгія, Нідерланди, Білорусь, європейська Росія.

## Галерея

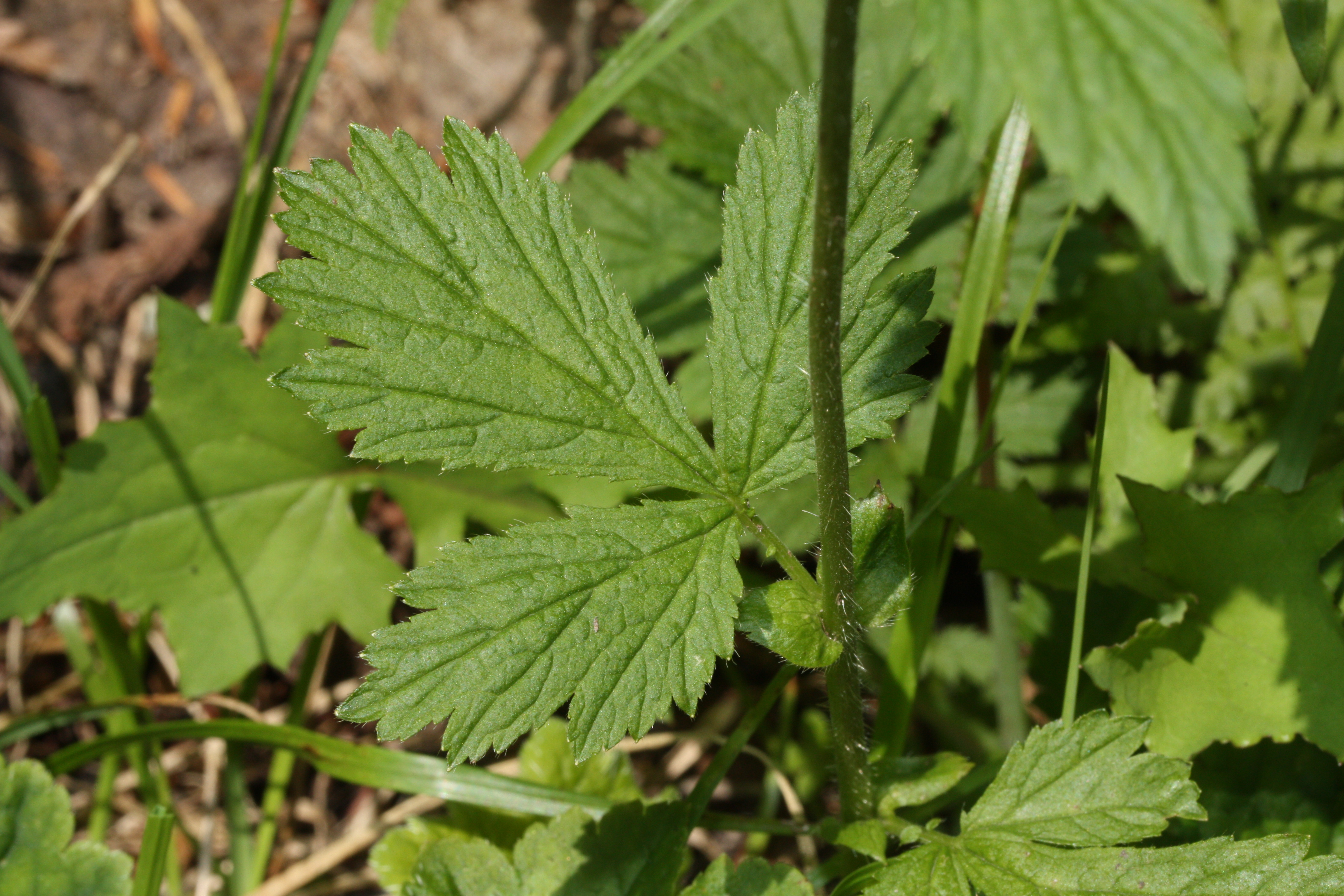
стебло й листок
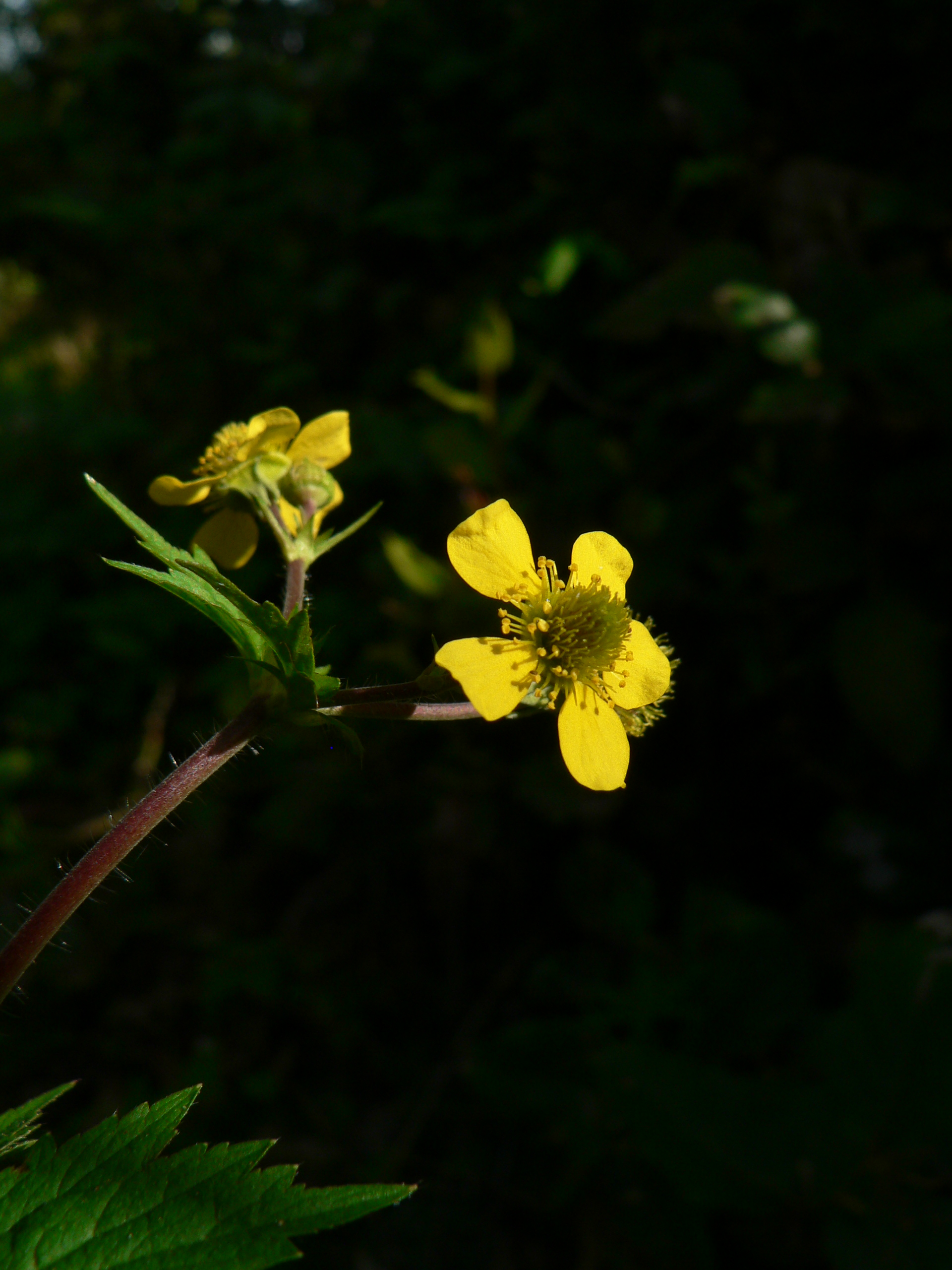
квіти
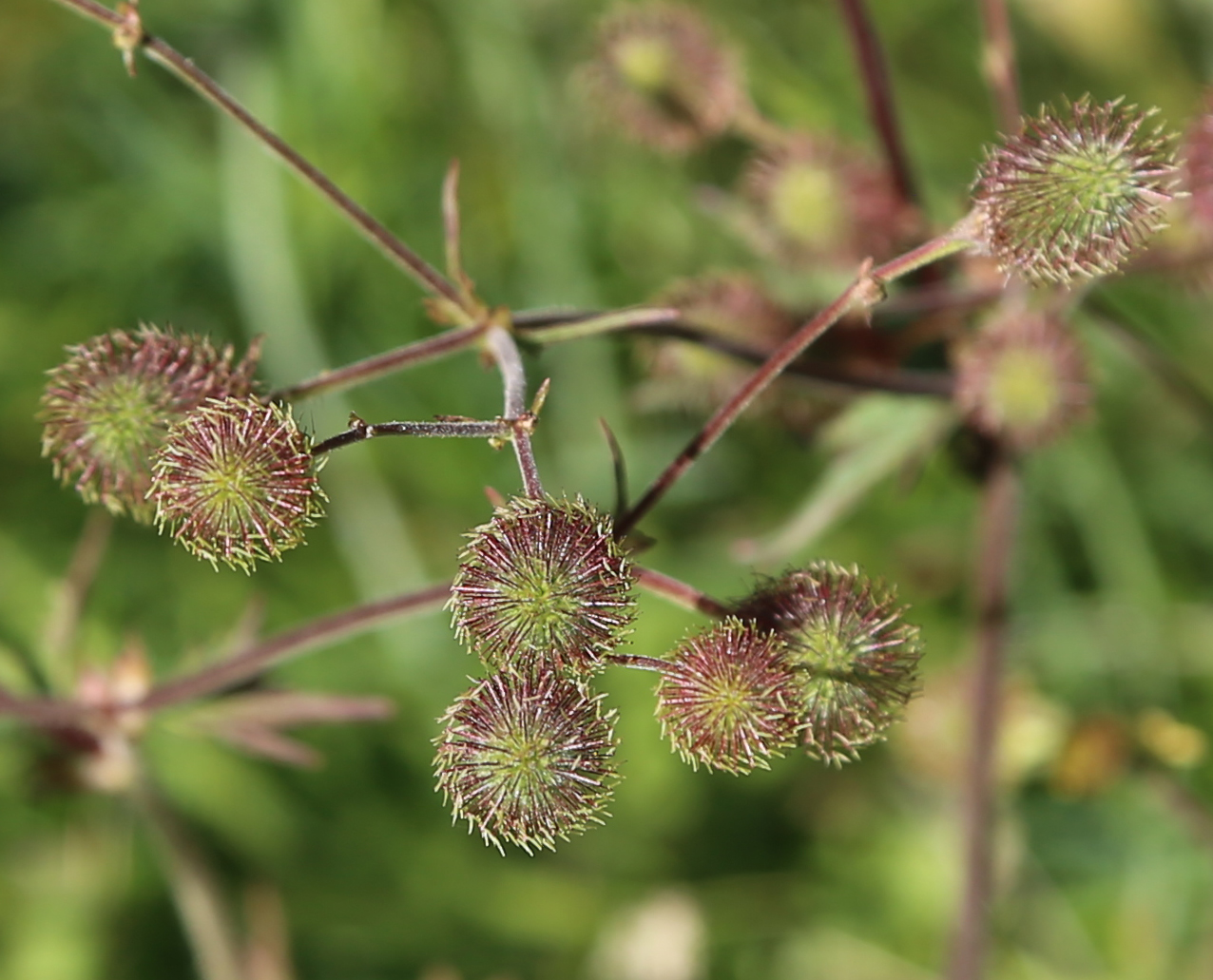
плоди